# Żurawie Ibika
Żurawie Ibika (org. Die Kraniche des Ibykus) – ballada autorstwa Friedricha Schillera powstała w 1797 roku, zwanym przez niego „rokiem ballad” w którym rywalizował ze swoim przyjacielem Johannem Wolfgangiem von Goethe w tworzeniu tych form literackich.

## Treść
Balladę rozpoczyna ogólne przedstawienie sytuacji poprzedzającej akcję utworu; opisuję drogę Ibikusa (Ibika, Ibikosa), starożytnego śpiewaka i muzyka na igrzyska w Przesmyku Korynckim połączone z konkursem artystów. W gaju poświęconym Posejdonowi na Ibika napadli zbójcy. Ponieważ ten, przywykły raczej do gry na lutni niż walki mieczem, nie był w stanie pokonać przeciwników, niebawem zginął z ich ręki. Umierając, Ibikus ujrzał piękny widok – stado odlatujących żurawi. Gdy błagania do bogów o pomoc okazały się nieskuteczne, Ibik zawołał do ptaków, aby opowiedziały jego historię.
Niebawem znaleziono ciało artysty, a jego morderstwo oburzyło całe rzesze ludzi przybyłych na igrzyska, podejrzewano, że mordercy mogą znajdować się gdzieś w tłumie. Nikt nie wiedział jednak w jaki sposób znaleźć winnych, dlatego rozpoczęto wreszcie zawody. Jednym z wydarzeń towarzyszących igrzyskom było wystawienie tragedii, w jej trakcie na scenie pojawili się aktorzy przebrani za erynie – demony ścigające na świecie ludzi winnych szczególnie ciężkich przewinień. Podczas przerażającej sceny śpiewali oni pieśń mówiąca o nieuchronności kary za morderstwo i opisującą pośmiertne cierpienia zabójców. Nagle nad teatrem przelatuje stado żurawi, jeden z morderców tytułowego bohatera niespodziewanie krzyczy: „Patrz, Tymoteju! Toż to owe Żurawie lecą Ibikowe!”, natychmiast ludzie domyślają się jego winy i mordercy sami przyznają się do winy. Teatr zamienia się w sąd i obydwaj zostają skazani na śmierć.

## Wymowa
Schiller, przez wielu uważany za twórcę dzieł o charakterze umoralniającym, pokazuje w tej balladzie działanie piękna i sztuki na osobowość mordercy – zabójca nie jest w stanie dalej udawać niewinnego gdy słyszy naukę płynąca z teatru – instytucji o szczególnych (według Schillera) możliwościach wpajania zasad etycznych, i widzi żurawie które przypominają mu o popełnionym czynie. Utwór jest w zasadzie apoteozą sztuki pojmowanej jako źródło nauk moralnych.